# Yli-Kuoliojärvi
Yli-Kuoliojärvi eller Kuoliojärvi är en sjö i Finland. Den ligger i kommunen Kuusamo i landskapet Norra Österbotten, i den nordöstra delen av landet, 700 km norr om huvudstaden Helsingfors. Yli-Kuoliojärvi ligger 266,6 meter över havet. Den är 9,8 meter djup. Arean är 1,53 kvadratkilometer och strandlinjen är 9,29 kilometer lång. Sjön  ingår i Ijo älvs huvudavrinningsområde. 